# Stiripesurse.ro
Știripesurse.ro este un site de știri din România lansat în 2011. A fost fondat în formă de blog - Blog pe surse - pentru ca apoi să se transforme în site-ul pesurse.ro și mai apoi în www.stiripesurse.ro.

## Istoric
Site-ul stiripesurse.ro, al cărui proprietar este jurnalistul și consultantul politic Iosif Buble, a primit bani, în perioada stării de urgență, pentru a promova compania TAROM – mai exact, curse aeriene înspre Londra, în condițiile în care zborurile spre această destinație erau suspendate. Site-ul este deținut de firma European Business Environment SRL, în care Iosif Buble deține 96,14% din acțiuni. Firma are ca obiect principal de activitate consultanța în domeniul relațiilor publice și al comunicării. În 2014, Buble a câștigat în instanță dreptul exclusiv de utilizare a mărcii „pesurse.ro”, după un litigiu cu SC Inventus Research SRL, care preluase anterior domeniul fără consimțământul său.

## Audiență
Conform datelor furnizate de Studiul de Audiență și Trafic Internet (SATI) al Biroului Român de Audit Transmedia (BRAT), în luna martie 2025, Știripesurse.ro a înregistrat următoarele valori medii zilnice:
- Afișări: aproximativ 2 milioane
- Vizite: peste 750.000
- Clienți unici: peste 150.000